# 陈文赞
陈文赞（?—6世纪?），南梁吴兴郡长城县下若里人。陈武帝陈霸先之父，陈文帝陈蒨與陈宣帝陈顼之祖父。
陈文赞家族自称为陳寔之後，出于颍川陈氏。陈文赞官职为太常卿。有三子：陳道譚、陳霸先、陳休先。南梁太平元年（556年）九月，次子陈霸先加官进爵，進封義興郡公。九月庚申，南梁政府追赠陈文赞为侍中、光祿大夫，加金章紫綬，封義興郡公，謚曰恭。次年（557年），母亲许氏和妻子董氏陆续被追封。
永定元年（557年）冬十月乙亥，陈霸先称帝。辛巳，追尊父亲陈文赞为景皇帝，庙号太祖。癸未，尊其墓地曰瑞陵。戊子，遷景皇帝神主祔于太廟。

## 家系
东汉太丘长陈寔之后，陈氏世居颍川。陈寔生陈谌，陈谌玄孙为晋朝太尉陈准。陈准之子陈匡，陈匡之子陈达。
永嘉南迁后，陈达官居丞相掾，历任太子洗马，出为长城县令，因喜欢长城县山水，遂以长城县为家。
陈达之子陈康，复为丞相掾，咸和年间东晋政府土断，故为长城县人。
陈康之子盱眙郡太守陈英，陈英之子尚书郎陈公弼，陈公弼之子步兵校尉陈鼎，陈鼎之子散骑侍郎陈高，陈高之子怀安縣令陈咏，陈咏之子安成郡太守陈猛，陈猛之子太常卿陈道巨。
陈道巨與許氏生下陈文赞，陈文赞之子就是南陈高祖陈霸先。
景皇帝神室奏《景德凯容舞》辞：皇祖执德，长发其祥。显仁藏用，怀道韬光。宁斯閟寝，合此萧芗。永昭贻厥，还符翦商。

### 五世祖
陈鼎，官至步兵校尉。步兵府君神室奏《凯容舞》辞：于赫皇祖，宫墙高嶷。迈彼厥初，成兹峻极。缦乐简简，閟寝翼翼。裸飨若存，惟灵靡测。

### 高祖父
陈高，官至散骑侍郞。正员府君神室奏《凯容舞》辞：昭哉上德，浚彼洪源。道光前训，庆流后昆。神猷缅邈，清庙斯存。以享以祀，惟祖惟尊。

### 曾祖父
陈咏，官至怀安縣令。怀安府君神室奏《凯容舞》辞：选辰崇飨，饰礼严敬。靡爱牲牢，兼馨粢盛。明明列祖，龙光远映。肇我王风，形斯舞咏。

### 祖父
陈猛，官至安成太守。安成府君神室奏《凯容舞》辞：道遥积庆，德远昌基。永言祖武，致享从思。九章停列，八舞回墀。灵其降止，百福来绥。

### 父亲
陈道巨，官至太常卿。太常府君神室奏《凯容舞》辞：肇迹帝基，义标鸿篆。恭惟载德，琼源方阐。享荐三清，筵陈四琏。增我堂构，式敷帝典。